# Kalskär, Iniö
Kalskär är en ö i Finland. Den ligger i Skärgårdshavet i Iniö (Pargas), just söder om Kalskärs grunden (som befinner sig på andra sidan gränsen till Gustavs) i den ekonomiska regionen  Åboland i landskapet Egentliga Finland, i den sydvästra delen av landet. Ön ligger omkring 44 kilometer väster om Åbo och omkring 190 kilometer väster om Helsingfors.
Öns area är 0,3 hektar och dess största längd är 90 meter i sydöst-nordvästlig riktning.